# Fistule lacrymale
 Mise en garde médicale
Une fistule lacrymale est une lésion des voies lacrymales désignant un ulcère à l’angle interne de l’œil, avec perforation du conduit des larmes.
D'après le chirurgien Antoine Lambert, elle est nommée ainsi car elle affecte souvent la glande lacrymale et provoque un larmoiement continu.